# Hieronymus Justesen Ranch
Hieronymus Justesen Ranch (1539 – 3. december 1607) var en dansk præst og skolekomedieforfatter. Han var søn af præsten Just Lauritsen — navnet Ranch benyttedes om ham af hans samtid. Hvorfor vides ikke.
Han var en tid huslærer, studerede teologi i Wittenberg, blev 1572 præst ved Gråbrødrekirken i Viborg, giftede sig med sin forgængers enke og blev 1591 provst i Nørlyng Herred.
Ranch skrev: Kong Salomons Hylding (opført i Viborg af skoledisciple 1584 ved Prins Christians hyldning. Ranch selv spillede narrens rolle), Samsons Fængsel, Karrig Niding og digtet Fuglevisen. Samsons Fængsel har ved sine sange og sit humoristiske moment fortrin frem for andre skolekomedier fra denne tid.
Karrig Niding er en kraftig og munter folkelig farce, opført med held i senere tid ved en forestilling af Studentersamfundet (1884) og af studenter i Regensgården og i Viborg (1910). Jomfru Ane Teatret i Aalborg opførte Karrig Nidding i 1982.